# Молодіжна збірна Малайзії з футболу
Молодіжна збірна Малайзії з футболу — національна молодіжна футбольна збірна Малайзії, що складається у залежності від турніру із гравців віком до 19 або до 20 років. Вважається основним джерелом кадрів для підсилення складу основної збірної Малайзії. Керівництво командою здійснює Футбольна асоціація Малайзії.
Команда має право участі у Юнацькому кубку Азії до 19 років, у випадку успішного виступу на якому може кваліфікуватися на молодіжний чемпіонат світу до 20 років. Також може брати участь у товариських і регіональних змаганнях, зокрема у Юнацьких чемпіонатах АФФ.

## Виступи на міжнародних турнірах

### Чемпіонат світу U-20
| Статистика Молодіжних чемпіонатів світу | Статистика Молодіжних чемпіонатів світу | Статистика Молодіжних чемпіонатів світу | Статистика Молодіжних чемпіонатів світу | Статистика Молодіжних чемпіонатів світу | Статистика Молодіжних чемпіонатів світу | Статистика Молодіжних чемпіонатів світу | Статистика Молодіжних чемпіонатів світу | Статистика Молодіжних чемпіонатів світу |
| Рік                                     | Раунд                                   | Місце                                   | І                                       | В                                       | Н*                                      | П                                       | Г+                                      | Г-                                      |
| --------------------------------------- | --------------------------------------- | --------------------------------------- | --------------------------------------- | --------------------------------------- | --------------------------------------- | --------------------------------------- | --------------------------------------- | --------------------------------------- |
| 1977                                    | не кваліфікувалася                      | не кваліфікувалася                      | не кваліфікувалася                      | не кваліфікувалася                      | не кваліфікувалася                      | не кваліфікувалася                      | не кваліфікувалася                      | не кваліфікувалася                      |
| 1979                                    | не кваліфікувалася                      | не кваліфікувалася                      | не кваліфікувалася                      | не кваліфікувалася                      | не кваліфікувалася                      | не кваліфікувалася                      | не кваліфікувалася                      | не кваліфікувалася                      |
| 1981                                    | не кваліфікувалася                      | не кваліфікувалася                      | не кваліфікувалася                      | не кваліфікувалася                      | не кваліфікувалася                      | не кваліфікувалася                      | не кваліфікувалася                      | не кваліфікувалася                      |
| 1983                                    | не кваліфікувалася                      | не кваліфікувалася                      | не кваліфікувалася                      | не кваліфікувалася                      | не кваліфікувалася                      | не кваліфікувалася                      | не кваліфікувалася                      | не кваліфікувалася                      |
| 1985                                    | не кваліфікувалася                      | не кваліфікувалася                      | не кваліфікувалася                      | не кваліфікувалася                      | не кваліфікувалася                      | не кваліфікувалася                      | не кваліфікувалася                      | не кваліфікувалася                      |
| 1987                                    | не кваліфікувалася                      | не кваліфікувалася                      | не кваліфікувалася                      | не кваліфікувалася                      | не кваліфікувалася                      | не кваліфікувалася                      | не кваліфікувалася                      | не кваліфікувалася                      |
| 1989                                    | не кваліфікувалася                      | не кваліфікувалася                      | не кваліфікувалася                      | не кваліфікувалася                      | не кваліфікувалася                      | не кваліфікувалася                      | не кваліфікувалася                      | не кваліфікувалася                      |
| 1991                                    | не кваліфікувалася                      | не кваліфікувалася                      | не кваліфікувалася                      | не кваліфікувалася                      | не кваліфікувалася                      | не кваліфікувалася                      | не кваліфікувалася                      | не кваліфікувалася                      |
| 1993                                    | не кваліфікувалася                      | не кваліфікувалася                      | не кваліфікувалася                      | не кваліфікувалася                      | не кваліфікувалася                      | не кваліфікувалася                      | не кваліфікувалася                      | не кваліфікувалася                      |
| 1995                                    | не кваліфікувалася                      | не кваліфікувалася                      | не кваліфікувалася                      | не кваліфікувалася                      | не кваліфікувалася                      | не кваліфікувалася                      | не кваліфікувалася                      | не кваліфікувалася                      |
| 1997                                    | перший раунд                            | 24/24                                   | 3                                       | 0                                       | 0                                       | 3                                       | 2                                       | 9                                       |
| 1999                                    | не кваліфікувалася                      | не кваліфікувалася                      | не кваліфікувалася                      | не кваліфікувалася                      | не кваліфікувалася                      | не кваліфікувалася                      | не кваліфікувалася                      | не кваліфікувалася                      |
| 2001                                    | не кваліфікувалася                      | не кваліфікувалася                      | не кваліфікувалася                      | не кваліфікувалася                      | не кваліфікувалася                      | не кваліфікувалася                      | не кваліфікувалася                      | не кваліфікувалася                      |
| 2003                                    | не кваліфікувалася                      | не кваліфікувалася                      | не кваліфікувалася                      | не кваліфікувалася                      | не кваліфікувалася                      | не кваліфікувалася                      | не кваліфікувалася                      | не кваліфікувалася                      |
| 2005                                    | не кваліфікувалася                      | не кваліфікувалася                      | не кваліфікувалася                      | не кваліфікувалася                      | не кваліфікувалася                      | не кваліфікувалася                      | не кваліфікувалася                      | не кваліфікувалася                      |
| 2007                                    | не кваліфікувалася                      | не кваліфікувалася                      | не кваліфікувалася                      | не кваліфікувалася                      | не кваліфікувалася                      | не кваліфікувалася                      | не кваліфікувалася                      | не кваліфікувалася                      |
| 2009                                    | не кваліфікувалася                      | не кваліфікувалася                      | не кваліфікувалася                      | не кваліфікувалася                      | не кваліфікувалася                      | не кваліфікувалася                      | не кваліфікувалася                      | не кваліфікувалася                      |
| 2011                                    | не кваліфікувалася                      | не кваліфікувалася                      | не кваліфікувалася                      | не кваліфікувалася                      | не кваліфікувалася                      | не кваліфікувалася                      | не кваліфікувалася                      | не кваліфікувалася                      |
| 2013                                    | не кваліфікувалася                      | не кваліфікувалася                      | не кваліфікувалася                      | не кваліфікувалася                      | не кваліфікувалася                      | не кваліфікувалася                      | не кваліфікувалася                      | не кваліфікувалася                      |
| 2015                                    | не кваліфікувалася                      | не кваліфікувалася                      | не кваліфікувалася                      | не кваліфікувалася                      | не кваліфікувалася                      | не кваліфікувалася                      | не кваліфікувалася                      | не кваліфікувалася                      |
| 2017                                    | не кваліфікувалася                      | не кваліфікувалася                      | не кваліфікувалася                      | не кваліфікувалася                      | не кваліфікувалася                      | не кваліфікувалася                      | не кваліфікувалася                      | не кваліфікувалася                      |
| 2019                                    | не кваліфікувалася                      | не кваліфікувалася                      | не кваліфікувалася                      | не кваліфікувалася                      | не кваліфікувалася                      | не кваліфікувалася                      | не кваліфікувалася                      | не кваліфікувалася                      |
| 2023                                    | не кваліфікувалася                      | не кваліфікувалася                      | не кваліфікувалася                      | не кваліфікувалася                      | не кваліфікувалася                      | не кваліфікувалася                      | не кваліфікувалася                      | не кваліфікувалася                      |
| 2025                                    | не кваліфікувалася                      | не кваліфікувалася                      | не кваліфікувалася                      | не кваліфікувалася                      | не кваліфікувалася                      | не кваліфікувалася                      | не кваліфікувалася                      | не кваліфікувалася                      |
| Усього                                  | 1/24                                    | перший раунд                            | 3                                       | 0                                       | 0                                       | 3                                       | 2                                       | 9                                       |

### Юнацький (U-19) кубок Азії з футболу
| Статистика Юнацьких (U-19) кубків Азії | Статистика Юнацьких (U-19) кубків Азії | Статистика Юнацьких (U-19) кубків Азії | Статистика Юнацьких (U-19) кубків Азії | Статистика Юнацьких (U-19) кубків Азії | Статистика Юнацьких (U-19) кубків Азії | Статистика Юнацьких (U-19) кубків Азії | Статистика Юнацьких (U-19) кубків Азії | Статистика Юнацьких (U-19) кубків Азії |                 |
| Рік                                    | Раунд                                  | Місце                                  | І                                      | В                                      | Н*                                     | П                                      | Г+                                     | Г-                                     |                 |
| -------------------------------------- | -------------------------------------- | -------------------------------------- | -------------------------------------- | -------------------------------------- | -------------------------------------- | -------------------------------------- | -------------------------------------- | -------------------------------------- | --------------- |
| 1959                                   | віце-чемпіон                           | 2/4                                    | 3                                      | 2                                      | 0                                      | 1                                      | 14                                     | 2                                      |                 |
| 1960                                   | віце-чемпіон                           | 2/8                                    | 4                                      | 3                                      | 0                                      | 1                                      | 16                                     | 6                                      |                 |
| 1961                                   | Раунд 1                                | 5/10                                   | 4                                      | 2                                      | 1                                      | 1                                      | 15                                     | 7                                      |                 |
| 1962                                   | четверте місце                         | 4/10                                   | 5                                      | 2                                      | 2                                      | 1                                      | 11                                     | 6                                      |                 |
| 1963                                   | Раунд 1                                | 5/12                                   | 5                                      | 3                                      | 0                                      | 2                                      | 10                                     | 6                                      |                 |
| 1964                                   | третє місце                            | 3/10                                   | 4                                      | 2                                      | 1                                      | 1                                      | 12                                     | 7                                      |                 |
| 1965                                   | третє місце                            | 3/10                                   | 5                                      | 3                                      | 0                                      | 2                                      | 6                                      | 7                                      |                 |
| 1966                                   | чвертьфінали                           | 5/12                                   | 4                                      | 2                                      | 1                                      | 1                                      | 8                                      | 3                                      |                 |
| 1967                                   | Раунд 1                                | 14/14                                  | 2                                      | 0                                      | 0                                      | 2                                      | 1                                      | 10                                     |                 |
| 1968                                   | віце-чемпіон                           | 2/12                                   | 7                                      | 4                                      | 0                                      | 3                                      | 9                                      | 15                                     |                 |
| 1969                                   | чвертьфінали                           | 5/15                                   | 4                                      | 1                                      | 1                                      | 2                                      | 4                                      | 8                                      |                 |
| 1970                                   | Раунд 1                                | 11/17                                  | 3                                      | 1                                      | 0                                      | 2                                      | 4                                      | 5                                      |                 |
| 1971                                   | чвертьфінали                           | 5/16                                   | 4                                      | 2                                      | 0                                      | 2                                      | 3                                      | 6                                      |                 |
| 1972                                   | Раунд 1                                | 11/17                                  | 4                                      | 2                                      | 1                                      | 1                                      | 16                                     | 3                                      |                 |
| 1973                                   | Раунд 1                                | 12/14                                  | 3                                      | 0                                      | 1                                      | 1                                      | 3                                      | 6                                      |                 |
| 1974                                   | чвертьфінали                           | 8/16                                   | 4                                      | 2                                      | 0                                      | 2                                      | 5                                      | 7                                      |                 |
| 1975                                   | Раунд 1                                | 15/19                                  | 4                                      | 0                                      | 2                                      | 2                                      | 3                                      | 7                                      |                 |
| 1976                                   | Раунд 1                                | 14/15                                  | 3                                      | 0                                      | 0                                      | 3                                      | 0                                      | 9                                      |                 |
| 1977                                   | Раунд 1                                | 8/13                                   | 3                                      | 0                                      | 2                                      | 1                                      | 1                                      | 4                                      |                 |
| 1978                                   | Раунд 1                                | 14/18                                  | 3                                      | 1                                      | 0                                      | 2                                      | 3                                      | 9                                      |                 |
| 1980                                   | не кваліфікувалася                     | не кваліфікувалася                     | не кваліфікувалася                     | не кваліфікувалася                     | не кваліфікувалася                     | не кваліфікувалася                     | не кваліфікувалася                     | не кваліфікувалася                     |                 |
| 1982                                   | не кваліфікувалася                     | не кваліфікувалася                     | не кваліфікувалася                     | не кваліфікувалася                     | не кваліфікувалася                     | не кваліфікувалася                     | не кваліфікувалася                     | не кваліфікувалася                     |                 |
| 1985                                   | знялася                                | знялася                                | знялася                                | знялася                                | знялася                                | знялася                                | знялася                                | знялася                                |                 |
| 1986                                   | не кваліфікувалася                     | не кваліфікувалася                     | не кваліфікувалася                     | не кваліфікувалася                     | не кваліфікувалася                     | не кваліфікувалася                     | не кваліфікувалася                     | не кваліфікувалася                     |                 |
| 1988                                   | знялася                                | знялася                                | знялася                                | знялася                                | знялася                                | знялася                                | знялася                                | знялася                                |                 |
| 1990                                   | не кваліфікувалася                     | не кваліфікувалася                     | не кваліфікувалася                     | не кваліфікувалася                     | не кваліфікувалася                     | не кваліфікувалася                     | не кваліфікувалася                     | не кваліфікувалася                     |                 |
| 1992                                   | не кваліфікувалася                     | не кваліфікувалася                     | не кваліфікувалася                     | не кваліфікувалася                     | не кваліфікувалася                     | не кваліфікувалася                     | не кваліфікувалася                     | не кваліфікувалася                     |                 |
| 1994                                   | не кваліфікувалася                     | не кваліфікувалася                     | не кваліфікувалася                     | не кваліфікувалася                     | не кваліфікувалася                     | не кваліфікувалася                     | не кваліфікувалася                     | не кваліфікувалася                     |                 |
| 1996                                   | не кваліфікувалася                     | не кваліфікувалася                     | не кваліфікувалася                     | не кваліфікувалася                     | не кваліфікувалася                     | не кваліфікувалася                     | не кваліфікувалася                     | не кваліфікувалася                     |                 |
| 1998                                   | не кваліфікувалася                     | не кваліфікувалася                     | не кваліфікувалася                     | не кваліфікувалася                     | не кваліфікувалася                     | не кваліфікувалася                     | не кваліфікувалася                     | не кваліфікувалася                     |                 |
| 2000                                   | не кваліфікувалася                     | не кваліфікувалася                     | не кваліфікувалася                     | не кваліфікувалася                     | не кваліфікувалася                     | не кваліфікувалася                     | не кваліфікувалася                     | не кваліфікувалася                     |                 |
| 2002                                   | не кваліфікувалася                     | не кваліфікувалася                     | не кваліфікувалася                     | не кваліфікувалася                     | не кваліфікувалася                     | не кваліфікувалася                     | не кваліфікувалася                     | не кваліфікувалася                     |                 |
| 2004                                   | чвертьфінали                           | 8/16                                   | 4                                      | 2                                      | 0                                      | 2                                      | 4                                      | 6                                      |                 |
| 2006                                   | Раунд 1                                | 15/16                                  | 3                                      | 0                                      | 0                                      | 3                                      | 1                                      | 7                                      |                 |
| 2008                                   | не кваліфікувалася                     | не кваліфікувалася                     | не кваліфікувалася                     | не кваліфікувалася                     | не кваліфікувалася                     | не кваліфікувалася                     | не кваліфікувалася                     | не кваліфікувалася                     |                 |
| 2010                                   | не кваліфікувалася                     | не кваліфікувалася                     | не кваліфікувалася                     | не кваліфікувалася                     | не кваліфікувалася                     | не кваліфікувалася                     | не кваліфікувалася                     | не кваліфікувалася                     |                 |
| 2012                                   | не кваліфікувалася                     | не кваліфікувалася                     | не кваліфікувалася                     | не кваліфікувалася                     | не кваліфікувалася                     | не кваліфікувалася                     | не кваліфікувалася                     | не кваліфікувалася                     |                 |
| 2014                                   | не кваліфікувалася                     | не кваліфікувалася                     | не кваліфікувалася                     | не кваліфікувалася                     | не кваліфікувалася                     | не кваліфікувалася                     | не кваліфікувалася                     | не кваліфікувалася                     |                 |
| 2016                                   | не кваліфікувалася                     | не кваліфікувалася                     | не кваліфікувалася                     | не кваліфікувалася                     | не кваліфікувалася                     | не кваліфікувалася                     | не кваліфікувалася                     | не кваліфікувалася                     |                 |
| 2018                                   | Раунд 1                                | 13/16                                  | 3                                      | 0                                      | 1                                      | 2                                      | 3                                      | 6                                      |                 |
| 2020                                   | кваліфікувалася                        | кваліфікувалася                        | кваліфікувалася                        | кваліфікувалася                        | кваліфікувалася                        | кваліфікувалася                        | кваліфікувалася                        | кваліфікувалася                        | кваліфікувалася |
| Усього                                 | Найкращий результат: віце-чемпіон      | 23/40                                  | 88                                     | 35                                     | 13                                     | 40                                     | 152                                    | 158                                    |                 |

### Юнацький чемпіонат АФФ з футболу
| Статистика Юнацьких чемпіонатів АФФ (U-19) | Статистика Юнацьких чемпіонатів АФФ (U-19) | Статистика Юнацьких чемпіонатів АФФ (U-19) | Статистика Юнацьких чемпіонатів АФФ (U-19) | Статистика Юнацьких чемпіонатів АФФ (U-19) | Статистика Юнацьких чемпіонатів АФФ (U-19) | Статистика Юнацьких чемпіонатів АФФ (U-19) | Статистика Юнацьких чемпіонатів АФФ (U-19) | Статистика Юнацьких чемпіонатів АФФ (U-19) |
| Рік                                        | Раунд                                      | Місце                                      | І                                          | В                                          | Н*                                         | П                                          | Г+                                         | Г-                                         |
| ------------------------------------------ | ------------------------------------------ | ------------------------------------------ | ------------------------------------------ | ------------------------------------------ | ------------------------------------------ | ------------------------------------------ | ------------------------------------------ | ------------------------------------------ |
| 2002                                       | Раунд 1                                    | 7/10                                       | 4                                          | 1                                          | 1                                          | 2                                          | 6                                          | 11                                         |
| 2003                                       | віце-чемпіон                               | 2/9                                        | 6                                          | 5                                          | 0                                          | 1                                          | 16                                         | 6                                          |
| 2005                                       | віце-чемпіон                               | 2/10                                       | 5                                          | 3                                          | 1                                          | 2                                          | 21                                         | 8                                          |
| 2006                                       | віце-чемпіон                               | 2/4                                        | 3                                          | 1                                          | 1                                          | 1                                          | 4                                          | 4                                          |
| 2007                                       | віце-чемпіон                               | 2/8                                        | 5                                          | 3                                          | 0                                          | 2                                          | 13                                         | 7                                          |
| 2008                                       | відмовилися від участі                     | відмовилися від участі                     | відмовилися від участі                     | відмовилися від участі                     | відмовилися від участі                     | відмовилися від участі                     | відмовилися від участі                     | відмовилися від участі                     |
| 2009                                       | четверте місце                             | 4/8                                        | 3                                          | 2                                          | 0                                          | 1                                          | 9                                          | 3                                          |
| 2010                                       | відмовилися від участі                     | відмовилися від участі                     | відмовилися від участі                     | відмовилися від участі                     | відмовилися від участі                     | відмовилися від участі                     | відмовилися від участі                     | відмовилися від участі                     |
| 2011                                       | третє місце                                | 3/10                                       | 4                                          | 2                                          | 1                                          | 1                                          | 12                                         | 1                                          |
| 2012                                       | відмовилися від участі                     | відмовилися від участі                     | відмовилися від участі                     | відмовилися від участі                     | відмовилися від участі                     | відмовилися від участі                     | відмовилися від участі                     | відмовилися від участі                     |
| 2013                                       | Раунд 1                                    | 5/11                                       | 5                                          | 2                                          | 2                                          | 1                                          | 9                                          | 4                                          |
| 2014                                       | відмовилися від участі                     | відмовилися від участі                     | відмовилися від участі                     | відмовилися від участі                     | відмовилися від участі                     | відмовилися від участі                     | відмовилися від участі                     | відмовилися від участі                     |
| 2015                                       | четверте місце                             | 4/10                                       | 6                                          | 2                                          | 2                                          | 2                                          | 7                                          | 8                                          |
| 2016                                       | Раунд 1                                    | 6/11                                       | 4                                          | 2                                          | 0                                          | 2                                          | 10                                         | 7                                          |
| 2017                                       | віце-чемпіон                               | 2/11                                       | 6                                          | 5                                          | 1                                          | 1                                          | 8                                          | 16                                         |
| 2018                                       | переможець                                 | 1/11                                       | 6                                          | 4                                          | 2                                          | 0                                          | 11                                         | 5                                          |
| 2019                                       | віце-чемпіон                               | 2/12                                       | 7                                          | 4                                          | 0                                          | 3                                          | 13                                         | 7                                          |
| Усього                                     | Найкращий результат: чемпіони              | 13/17                                      | 65                                         | 35                                         | 12                                         | 19                                         | 144                                        | 86                                         |